# مثنان أوشيري
مثنان أوشيري (الاسم العلمي:Thymelaea aucheri) هي نوع من النباتات يتبع جنس المثنان من الفصيلة المثنانية.